# Steve Symms
Steven Douglas Symms (23 avril 1938 - 8 août 2024) est un homme politique et lobbyiste américain qui est membre de la Chambre des représentants des États-Unis pendant quatre mandats (1973-1981) et sénateur américain pendant deux mandats (1981-1993), représentant l'Idaho. Il est ensuite associé chez Parry, Romani, DeConcini & Symms, un cabinet de lobbying à Washington, DC.

## Jeunesse et éducation
Symms est né à Nampa, Idaho,, le 23 avril 1938. Sa famille possède une ferme fruitière. Il fréquente les écoles publiques du comté de Canyon et obtient son diplôme du lycée Caldwell en 1956. Il étudie l'horticulture à l'Université de l'Idaho à Moscow, où il est centre de réserve dans l'équipe de football et membre de la fraternité Sigma Nu. Il obtient son diplôme en 1960 avec un BS en agriculture, puis sert dans le Corps des Marines des États-Unis pendant trois ans, après quoi il travaille comme pilote privé et producteur de pommes. De 1969 à 1972, il est co-rédacteur en chef du journal du collège, The Idaho Compass.

## Carrière
En 1972, Symms se présente au Congrès américain, mettant en avant sa carrière de producteur de pommes en utilisant le slogan « Mordre dans le grand gouvernement ! ». Il est élu à la Chambre des représentants des États-Unis à l'âge de 34 ans et est réélu trois fois. Il se présente au Sénat des États-Unis en 1980. Aidé par un financement national,, il détrône le démocrate sortant Frank Church, qui a effectué quatre mandats, en remportant la victoire avec moins d'un pour cent des voix. Symms est réélu en 1986, battant le gouverneur démocrate John V. Evans lors d'une autre élection serrée et acharnée.
Symms décide de ne pas briguer un troisième mandat en 1992 et est remplacé par le maire républicain de Boise, Dirk Kempthorne, futur gouverneur de l'Idaho pendant deux mandats et Secrétaire à l'Intérieur des États-Unis.
Après avoir quitté le Sénat américain en 1993, Symms fonde Symms, Lehn Associates, Inc., un cabinet de conseil. En janvier 1999, il s'associe à John Haddow et crée Symms & Haddow Associates, un cabinet de lobbying. En janvier 2001, le cabinet s'associe à Romano Romani et à l'ancien sénateur Dennis DeConcini de Parry, Romani & DeConcini pour former Parry, Romani, DeConcini & Symms.

## Vie privée
Avant sa dernière année à l'Université de l'Idaho, Symms épouse Frances E. « Fran » Stockdale d'Helena, Montana, en août 1959. Ils ont quatre enfants, un fils et trois filles. Après sa réélection en 1986, le couple se sépare et leur divorce est prononcé en 1990. Bien que Symms ait refusé de commenter la raison du divorce, il est poursuivi par des rumeurs d'infidélité au cours de ses campagnes des années 1980, des allégations qui sont finalement confirmées par son ex-femme,. Symms épouse Loretta Mathes Fuller en 1992, une ancienne assistante et plus tard sergent d'armes adjoint du Sénat américain.
Symms est décédé à son domicile de Leesburg, en Virginie, le 8 août 2024, à l'âge de 86 ans,,.